# Palacio del Infante don Luis

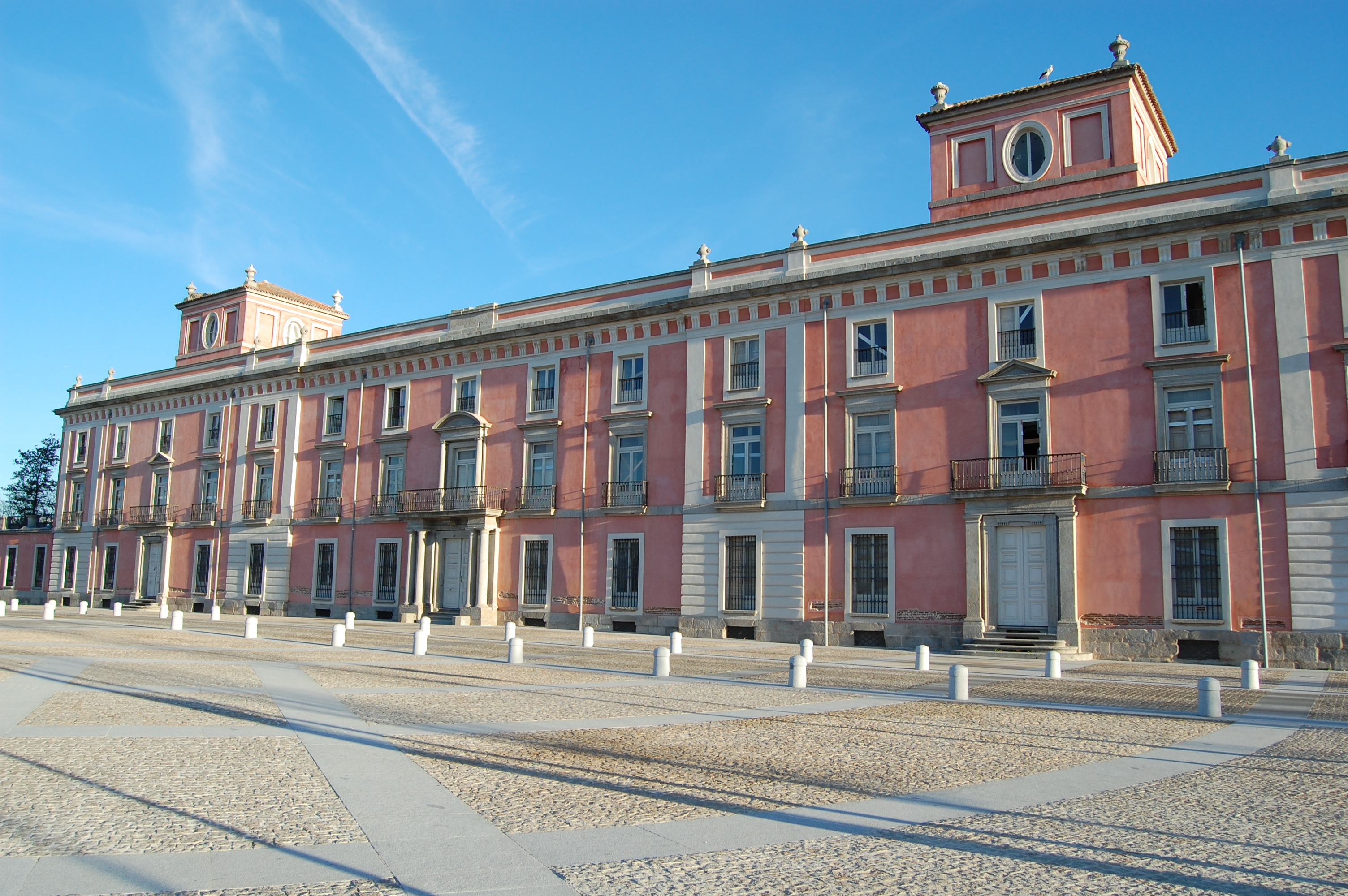
Palacio del Infante don Luis

Der Palacio del Infante don Luis (auch Palacio de las dos Torres genannt) in Boadilla del Monte ist einer der bedeutendsten Palastbauten des ausgehenden 18. Jahrhunderts in Spanien. Er war der zeitweilige Wohnsitz des Prinzen Luis de Borbón y Farnesio (1727–1785), des jüngsten Bruders des spanischen Königs Karl III. Seit dem Jahr 1974 ist der Bau als nationales Kulturgut (Bien de Interés Cultural) anerkannt.

## Lage
Der Palast liegt am östlichen Stadtrand von Boadilla del Monte etwa 14 Kilometer westlich von Madrid in einer Höhe von ca. 690 Metern ü. d. M.

## Geschichte

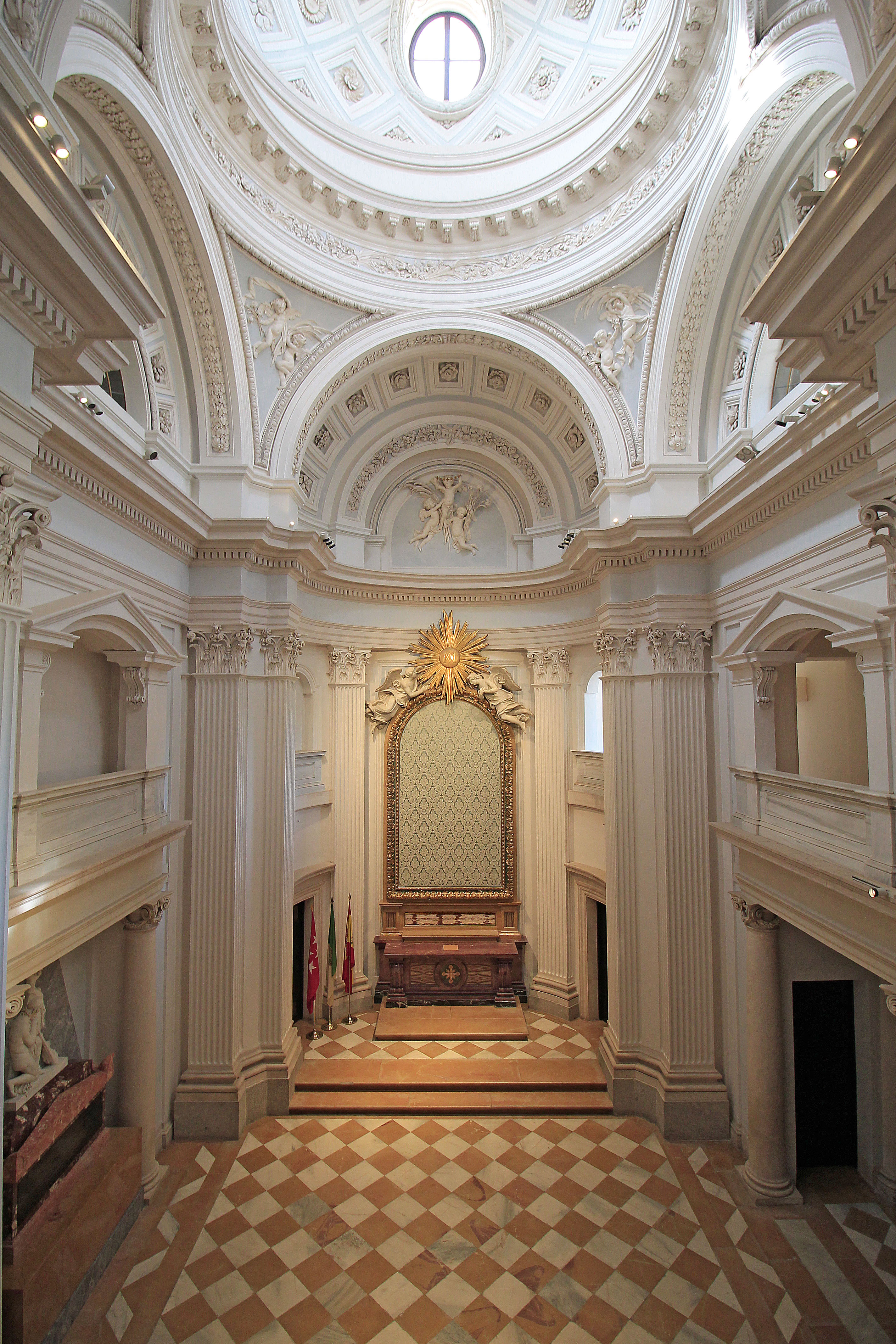
Kapelle.

Da für Luis de Borbón als jüngstem Sohn Philipps V. keinerlei Thronaussichten bestanden, wählte seine Familie eine kirchliche Karriere – so wurde er im Alter von acht Jahren 1735 von Papst Clemens XII. zum Kardinal der Römisch-katholischen Kirche und Erzbischof von Toledo ernannt. Sechs Jahre später (1741) erhielt er zudem das Amt des Erzbischofs von Sevilla. Da er jedoch keine großen Neigungen zu kirchlichen Dingen verspürte und mehr an Kunst, Musik und Tanz sowie an der Jagd und am Fechten interessiert war, verzichtete er auf seine kirchlichen Würden und Einkünfte. Im Jahre 1761 kaufte er für knapp 1,2 Millionen Reales von der Marquesa de Mirabal die Grundherrschaft (señorio) über die Stadt Boadilla del Monte und erwarb von seinem Bruder Felipe die benachbarte Grafschaft Chinchón. Unverzüglich beauftragte er den Architekten Ventura Rodríguez mit dem Bau eines Palastes, der um 1765 fertiggestellt war und mit seiner langgestreckten, aber nur wenig gegliederten Fassade sowie mit seinem weitgehenden Verzicht auf barocke Ornamentzier (Voluten, Wappenschilde etc.) als ein später Nachzügler des Escorial angesehen werden muss.
Wenige Jahre nach seiner nicht standesgemäßen Liebesheirat mit der aus niederem Adel stammenden und erst 18-jährigen María Teresa de Vallabriga im Jahre 1776 zog der beinahe 50-jährige Luis de Borbón in den ebenfalls von Ventura Rodríguez erbauten Palacio de la Mosquera in Arenas de San Pedro in der Provinz Ávila um. Seine Frau gebar ihm noch drei Kinder, die jedoch – so war es von Karl III. verlangt worden – dem königlichen Hof von Madrid nicht näher als 20 Leguas kommen durften.
Bis zum Jahr 1936 beherbergte der Palacio des Infante don Luis eine reichhaltige Kunstsammlung mit Werken von Brueghel, Rembrandt, Murillo, Velázquez u. a., doch nach Beginn des Spanischen Bürgerkriegs wurde das Palastgebäude als Hospital, als Gefängnis und als Kommandantur genutzt; von 1942 bis 1973 diente es als Schule. Der letzte Besitzer, ein Nachfahre des Prinzen don Luis, verkaufte es im Jahre 1988 an die Stadt Boadilla, die hier ein europäisches Studienzentrum (Instituto Europeo de Estudios Superiores de la Cultura y la Comunicación) unterbringen will.

## Architektur

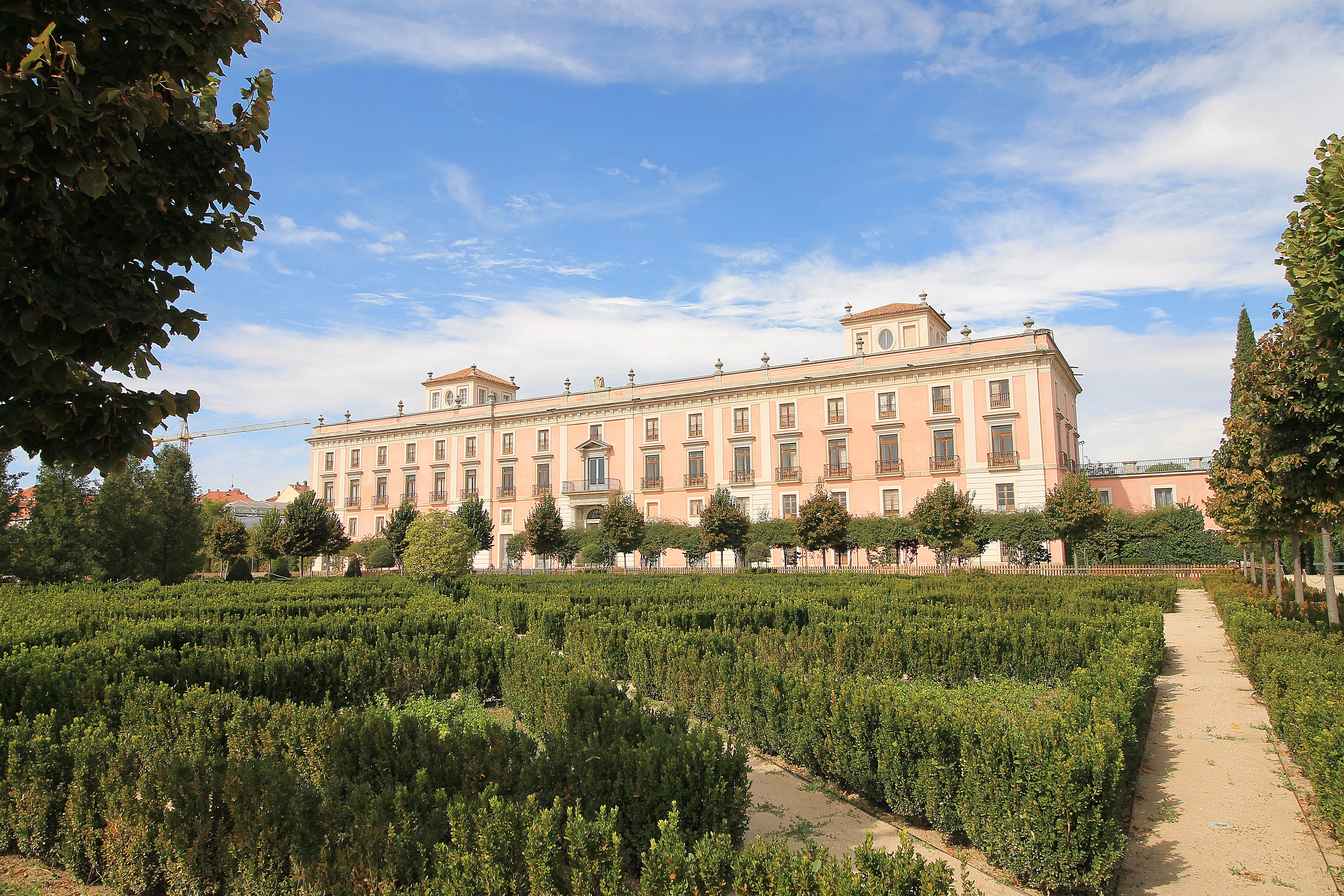
Rückseite des Palacio del Infante don Luis mit Gartenparterre

Die Architektur des Bauwerks erinnert ein wenig an den Escorial: Eine klare und ornamentlose Linienführung bestimmt die langgestreckte (ca. 100 Meter) dreigeschossige und von Ecktürmen, die zur Belichtung der beiden seitlichen Treppenhäuser dienen, überhöhte Fassade des Gebäudes. Die Rahmungen der Fenster und Türen sind einfach und dekorlos; nur drei über den Eingangsportalen befindliche Balkonfenster im ersten Stock werden von kleinen Giebeln bzw. Lünetten überhöht. Das mittlere Portal ist durch eingestellte Säulen leicht hervorgehoben. Unter der Dachtraufe verläuft ein Triglyphenfries mit dazwischen befindlichen Metopenfeldern. Insgesamt acht Zierlisenen enden im Attikageschoss in kleinen Vasenaufsätzen. Zur Strenge des auf beiden Seiten gleich gestalteten Bauwerks passt das zweigeschossige Gartenparterre mit seinen geometrisch angelegten Beeten.
Während die Räumlichkeiten in Innern des Palastes eher einfach gestaltet sind, beeindruckt die reichdekorierte Kapelle mit einer lichteinlassenden Kuppel. Hier sind die beiden Töchter des Prinzen don Luis de Borbón – María Teresa de Borbón y Vallabriga (1780–1828), die Gräfin von Chinchón, sowie María Luisa de Borbón y Vallabriga (1783–1846), die Herzogin von San Fernando – beigesetzt.

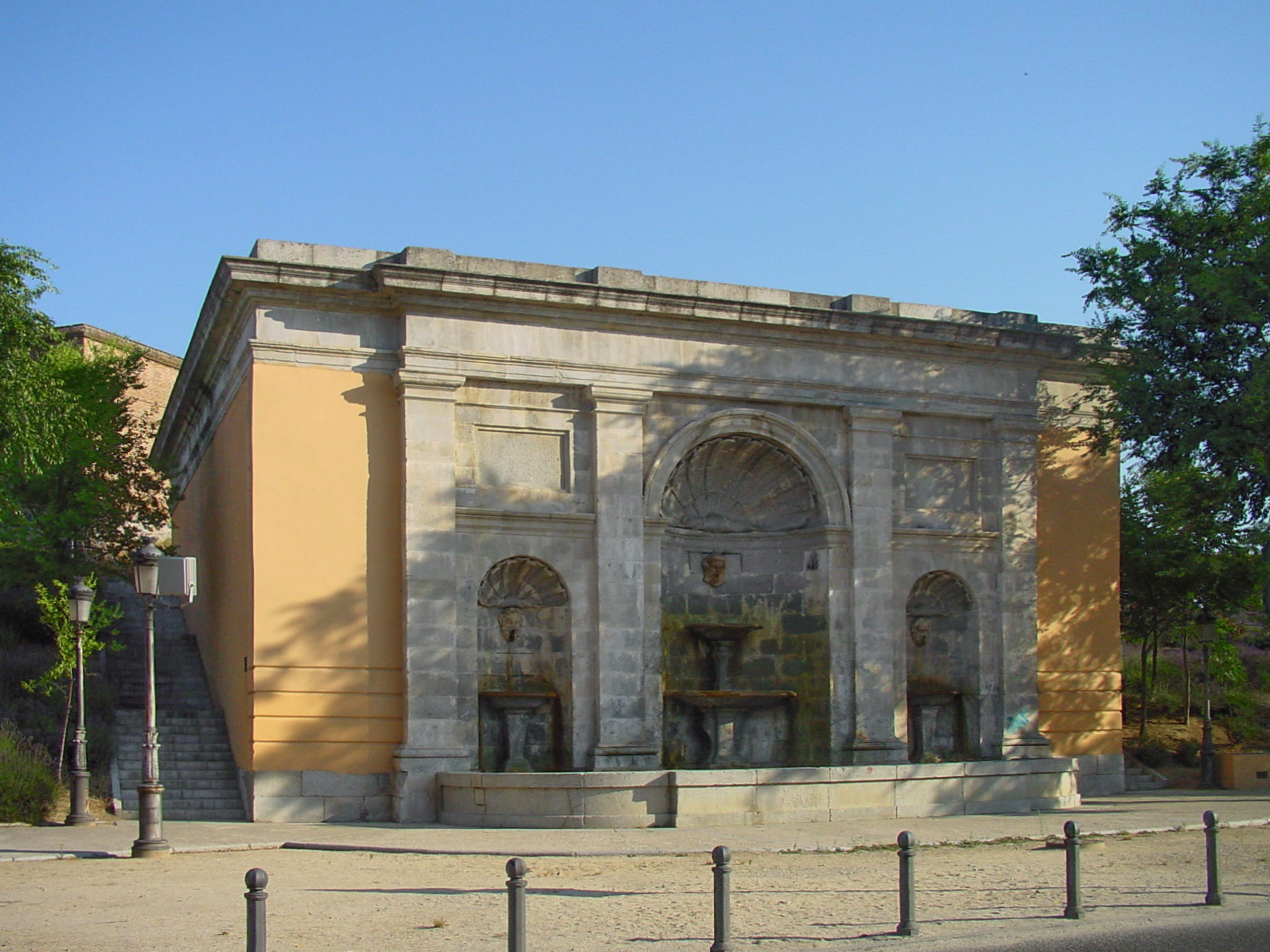
Fuente de Ventura Rodríguez

## Brunnen
Gegenüber der Palastfassade steht eine – ebenfalls von Ventura Rodríguez errichtete und nach ihm benannte – klassizistische Brunnenanlage mit drei muschelgewölbten Wandnischen und einer großen Einfassung.